# V4200 Sagittarii
V4200 Sagittarii eller HD 188088 eller HR 7578 är en dubbelstjärna i den mellersta delen av stjärnbilden Skytten. Den har en skenbar magnitud av 6,18 och är mycket svagt synlig för blotta ögat där ljusföroreningar ej förekommer. Baserat på parallax enligt Gaia Data Release 2 på 70,89 mas beräknas den befinna sig på ett avstånd av ca 46 ljusår (ca 14,1 parsek) från solen. Stjärnan rör sig närmare solen med en heliocentrisk radialhastighet av ca -5 km/s.

## Egenskaper
Primärstjärnan V4200 Sagittarii A är en orange till röd stjärna i huvudserien av spektralklass av K3 V. Den har en massa motsvarande minst 0,85 solmassor.
De två stjärnorna i V4200 Sagittarii är ganska gamla, äldre än Plejaderna men möjligen yngre än Hyaderna. Stjärnorna är mellan 5×108 och 2×109 år gamla. Båda är huvudseriestjärnor av spektraltyp K och båda har en minimimassa på 0,85 ± 0,03 solmassa, och är ovanligt metallrika och visar höga mängder cyanid och natrium i dess spektra. Stjärnorna cirkulerar kring varandra med en omloppsperiod av ca 46,816 dygn i en bana med excentricitet av 0,6864.

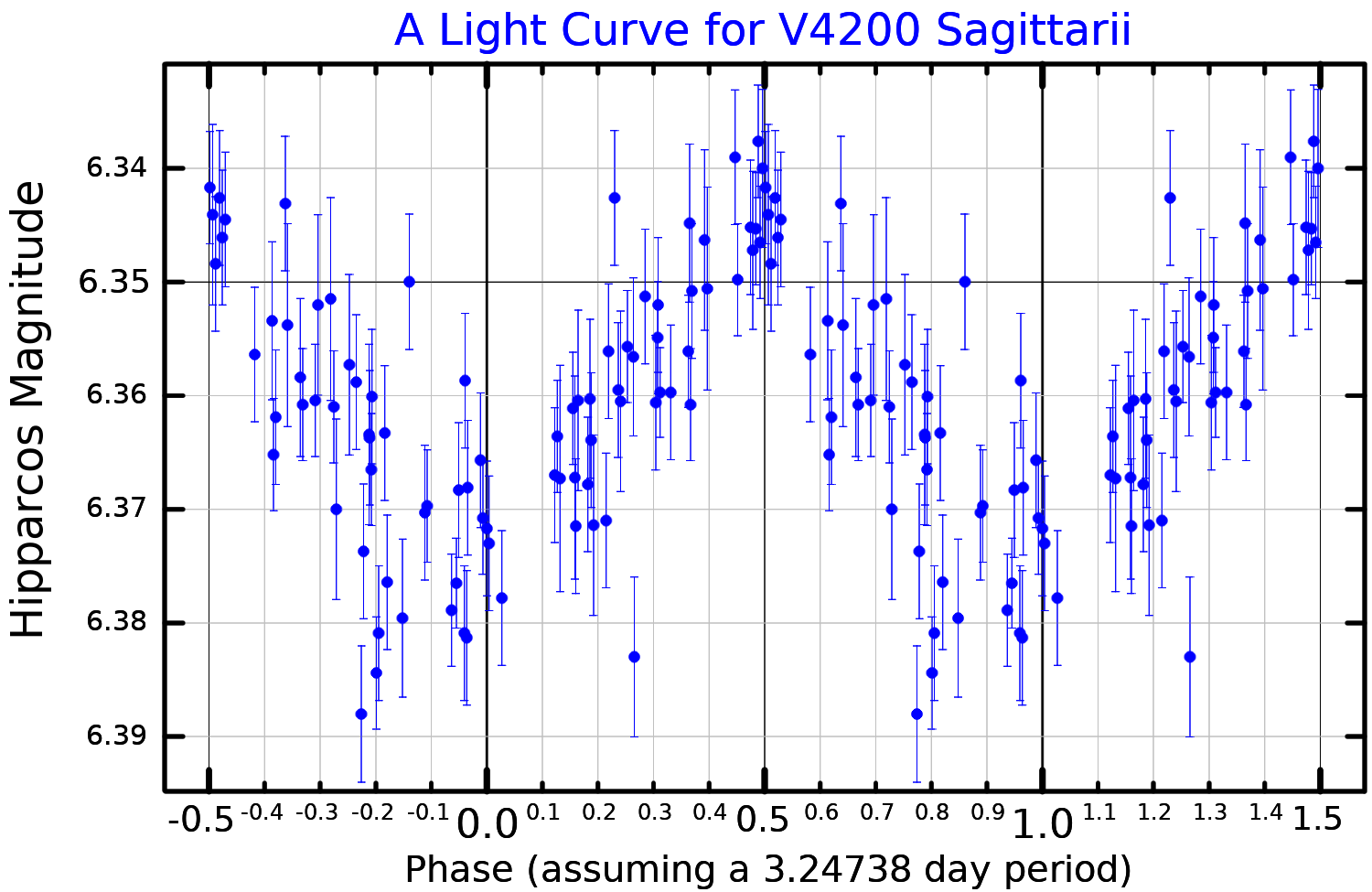
Ljuskurva i synliga bandet för V4200 Sagittarii plottade från Hipparcos-data.

HR 7578 är en BY Draconis-variabel. Detta är en klass av variabel stjärna vars variation kommer från stjärnfläckar på stjärnornas yta. HR 7578 har också en följeslagare med gemensam egenrörelse, 2MASS J19542064−2356398. Det är en röd dvärg som är belägen minst 580 astronomiska enheter från det centrala stjärnparet.